# Собичево (Шосткинский район)
Собичево (укр. Собичеве) — село, Шосткинская городская община, Шосткинский район, Сумская область, Украина.
Код КОАТУУ — 5925386101. Население по переписи 2001 года составляло 641 человек.

## Географическое положение
Село Собичево находится на левом берегу реки Шостка в месте впадения в неё реки Понурка, выше по течению на расстоянии в 4,5 км расположено село Олино, ниже по течению на расстоянии в 5 км расположено село Маково.
По селу протекает пересыхающий ручей с запрудой.
На реке Понурка большая запруда.
Через село проходит автомобильная дорога Т-2502 (Р-65).
Рядом проходит железная дорога, станция Собычев в 1-м км.

## История
- Село Собичево известно с первой половины XVI века.
- Неподалёку от села Собичево, в урочище Степанкив Хутор, обнаружено поселение бронзового века.

## Экономика
- «Азар», ООО.
- «Ритм», ЧП.
- «Виктория», ЧП.